# Netro (Piemont)
Netro település Olaszországban, Piemont régióban, Biella megyében. Lakosainak száma 933 fő (2023. január 1.). Netro Donato, Mongrando és Graglia községekkel határos.

## Népesség
A település lakossága az elmúlt években az alábbi módon változott:
| Lakosok száma | 999  | 982  | 933  |
|               | 2017 | 2018 | 2023 |